# Погоріловка (Курська область)
Погоріловка (рос. Погореловка) — присілок в Льговському районі Курської області Російської Федерації.
Населення становить 127 осіб. Входить до складу муніципального утворення Городенська сільрада.

## Історія
Населений пункт розташований на території українського етнічного та культурного краю Східна Слобожанщина.
Від 2004 року входить до складу муніципального утворення Городенська сільрада.

## Населення
| 2002 | 2010 |
| ---- | ---- |
| 198  | ↘127 |